# Gmina Przysucha
Die Gmina Przysucha ist eine Stadt-und-Land-Gemeinde in der Woiwodschaft Masowien in Polen. Sitz des Powiat Przysuski und der Gemeinde ist die gleichnamige Stadt mit etwa 6000 Einwohnern.

## Gliederung
Zur Stadt-und-Land-Gemeinde gehören neben der Stadt Przysucha folgende Ortschaften mit einem Schulzenamt:
Beźnik
Dębiny
Długa Brzezina
Gaj
Gliniec
Głęboka Droga
Hucisko
Jakubów
Janików
Janów
Kolonia Szczerbacka
Kozłowiec
Krajów
Kuźnica
Lipno
Pomyków
Ruski Bród
Skrzyńsko
Smogorzów
Wistka
Wola Więcierzowa
Zawada
Zbożenna
Weitere Orte der Gemeinde sind:
Bociany
Dębiny-Kolonia
Drutarnia
Fryszerka
Gwarek
Kolonia Beźnik
Kolonia Janików
Mariówka
Rudnik
Gajówka
Gąsiorów
Puszcza
Rawicz
Suchodół
Zapniów